# Ozsda Erika
Ozsda Erika (Budapest, 1965. március 10. –) magyar dramaturg, forgatókönyvíró, színésznő.

## Életpályája
Pesterzsébeten töltötte gyermekkorát, édesapja: Ozsda József, édesanyja: Gaicza Elvíra, mindketten pedagógusok. 

„Édesapám és édesanyám tanár. A bátyám mérnök.”

 A csepeli Jedlik Ányos Gimnáziumban érettségizett. 17 évesen játszotta első filmszerepét Erdőss Pál: Adj király katonát című filmjében. A film több díjat nyert világszerte. Ezután Erdőss Pál, még négy filmjének a főszerepét bízta rá.  

1983 és 1988 között a Mafilm színész társulatának tagja volt. Játszott csehszlovák és olasz filmben is. 

„Amikor A hatodik mondat (Siesta veta) szlovák rendezőjének megmutatták a fényképemet, elkezdett tapsikolni: — Itt van Bozenka. — Mármint a szépecske-csúnyácska írónő hasonmása, aki után végigkutatta Szlovákiát, Lengyelországot és Magyarországot. A filmet májusban ott mutatták be először, ahol Bozena Szlavcikova Timrova, az írónő élt. A falusiak lelkendeztek, ilyen volt Bozenka, pont ilyen, csak szőke. Tudod, előtte három nappal festették vissza a rövidke olasz filmszerep kedvéért kisárgított hajamat barnára…”

 A Gór Nagy Mária Színitanoda első osztályának növendéke volt. Jelentkezett a Színművészeti Főiskolára is, de színész szakra nem vették fel. 1988-1992 között a Színház- és Filmművészeti Főiskola dramaturg szakos hallgatója volt. A Duna Televízióban kulturális műsorok (Kedves; Virradóra) állandó szerkesztőjeként dolgozott.  Filmkritikával, írással, újságírással is foglalkozik. Riportjai, publikációi megjelentek például a Magyar Nemzetben és Filmkultúrában is. 
Férje és alkotótársa Bozsogi János filmrendező. Két gyermekük született: Boglárka (1995) és János (2003).

## Forgatókönyvei
- Édes-bús (1995)
- Rosszfiúk (társszerző, 1999)
- Itthon idegen  (2000)
- Csonka Délibáb (társszerző, 2015)
- Téli virágzás (2017)

## Filmszerepei
- Adj király katonát (1982)... Jutka
- Eszmélés (1984)
- Visszaszámlálás (1985)... Jutka
- Gondviselés (1986)... Éva
- Siesta veta (A hatodik mondat) (1986)... Bozena Slancíková
- K. u. k. dezertőrök (1986)
- 69 (1987)
- És mégis (1991)
- Citromdisznó (1993)... A rendező segédje; Erdei hölgy
- Fényérzékeny történet (1993)... Juli
- Gyilkos kedv (1996)... Éva
- Zimmer Feri (1997)... Ibolya, ÁNTSZ-ellenőr
- Szerelem est (1998)
- Három szerelem (1998)... Erzsi
- Pattogatott kukorica (1999)... Riporter
- Lopott képek (2006)

## Publikációiból
- Magyar Nemzet
- Filmkultúra
- Még mindig veri az ördög a feleségét (Magyar Filmtörténeti Fotógyűjtemény Alapítvány, Budapest, 2006) ISBN 963-229-723-7

## Díjai, elismerései
- Magyar Filmszemle díj (1983)
- Magyar Filmkritikusok Díja (1987)
- Cancun-i Fesztivál Arany Jaguár díj (1993)
- Mexikóvárosi Fesztivál legjobb női alakítás díja (1994)
- Kamera Hungaria televíziós műsorok fesztiválján I. díj, (1999)

## Könyv róla
- Borzák Tibor: Árvácskák (Múzsák Kiadó, 1991.) ISBN 9635644779